# Jonathan Gee

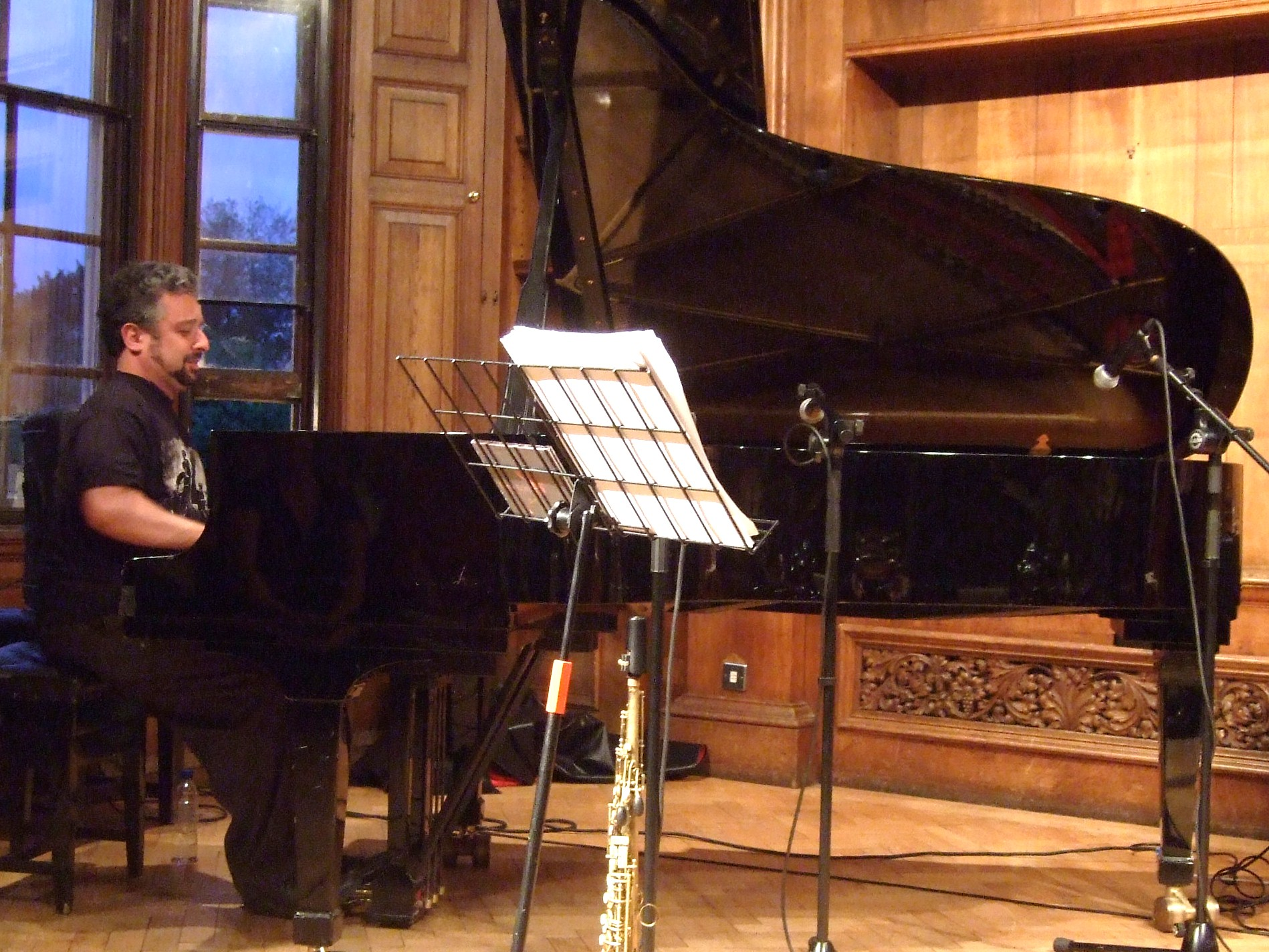
Jonathan Gee (2008)

Jonathan Gee (* 6. März 1959 in Jaffa) ist ein israelischer Jazzpianist und Sänger, der in Großbritannien lebt.

## Leben und Wirken
Gee lernte ab dem fünften Lebensjahr klassisches Klavier; als Jugendlicher spielte er Rockmusik. Während seines Studiums an der University of Sheffield wendete er sich dem Jazz zu. Nach einem ersten Abschluss schrieb er sich an der Guildhall School of Music ein, quittierte diese Ausbildung aber nach einer Woche, um mit Bobby Wellins,  Iain Ballamy, Eddie Parker, Dylan Fowlers Frevo oder Dick Heckstall-Smith zu spielen. 1991 wurde er von The Wire als „vielversprechendster Newcomer“ vorgestellt.
Jonathan Gee nahm unter eigenem Namen bislang sieben Alben auf, darunter drei Trioalben und sein Soloalbum (Wishbone) mit Songs von Duke Ellington und Billy Strayhorn. Gee arbeitet mit seinem Jonathan Gee Trio mit dem Bassisten Steve Rose und dem Schlagzeuger Winston Clifford, das seit 1995 besteht; mit ihm trat Gee regelmäßig im Londoner Ronnie Scott’s Jazz Club auf und begleitete dort Joe Lovano und Benny Golson. Seit 2003 spielt Gee außerdem im Trio mit zwei italienischen Musikern, dem Bassisten Danilo Gallo und dem Schlagzeuger Alessandro Minetto, das erstmal auf dem Apennine Jazz Festival auftrat. 2004 entstand das Album Cream of Mandarins auf dem Artesuono-Label. Außerdem arbeitete Jonathan Gee mit dem finnischen Trompeter Mika Mylläri, mit dem er auf dem Pori Jazz Festival auftrat. Daneben gründete Gee eine Fusion-Formation mit Sylvan Richardson Jr. und Richard Spaven, die sich der klassischen Fusionmusik von Herbie Hancock, Jaco Pastorius und Stevie Wonder widmet; mit ihr tritt Gee regelmäßig im Club Matt & Phreds in Manchester auf.
Gee ist mit Tony Kofi, Ben Hazleton und Winston Clifford Mitbegründer der Monk Liberation Front, die sich dem Werk des Pianisten und Komponisten Thelonious Monk widmet. Die Band trat auf dem London Jazz Festival auf und führte Monks Werk in tagelangen Sessions auf. Jonathan Gee spielte auch in Tony Kofis Quartett bei dessen Monk-Tributalbum von 2005 All Is Know sowie in The Silent Truth.
Jonathan Gee arbeitete im Laufe seiner Karriere außerdem mit den britischen Musikern Damon Brown, Steve Williamson, Courtney Pine, Tim Whitehead und Christine Tobin, dem in Großbritannien lebenden US-Amerikaner Ed Jones, in den Vereinigten Staaten mit David Murray, Art Farmer, Mark Murphy, Harry Allen, James Spaulding, Sonny Fortune und Ted Curson. Auch ist er an Alben von Alison Bentley, Claire Martin, Us3 und Orphy Robinson beteiligt.

## Diskographische Hinweise
- Closer To (ASC, 1993)
- Your Shining Heart (ASC, 1997)
- Chez Auguste (Jazz House, 2000)
- Good Cop, Bad Cop (2001)
- Wishbone (2003)
- Cream of Mandarins (Artesuono, 2004)